# Sei Serdang
Sei Serdang is een bestuurslaag in het regentschap Langkat van de provincie Noord-Sumatra, Indonesië. Sei Serdang telt 3423 inwoners (volkstelling 2010).